# باتريك ميريل
باتريك ميريل هو لاعب اللاكروس كندي، ولد في 22 فبراير 1979 في مونتريال في كندا.